# Ausonia (albedo)
Ausonia és una característica d'albedo a la superfície de Mart, localitzada amb el sistema de coordenades planetocèntriques a -39.67 ° latitud N i 110 ° longitud E. El nom va ser aprovat per la UAI l'any 1958 i fa referència a Ausonia, la terra habitada pels ausonis (actual Calàbria, Itàlia).